# SVT1
SVT1 è un canale televisivo generalista svedese, la principale rete (e primo canale tv) dell'emittente televisiva pubblica nazionale di Stato svedese Sveriges Television (SVT).

## Storia
Il canale ha iniziato a trasmettere nel 1956 ed era conosciuto come Radiotjänst TV; un anno dopo fu rinominato Sveriges Radio TV. Quando, nel 1969, è stato lanciato il secondo canale TV2, il primo canale divenne TV1. Nel 1987 SVT riorganizzò i due canali televisivi, i dirigenti presero la decisione che il canale TV1 avrebbe prodotto e trasmesso i suoi programmi solo da Stoccolma.
Successivamente dal 1987 al 1996 prese il nome di SVT Kanal 1. Nel 1996, i canali sono stati riorganizzati ancora e rinominati SVT Kanal 1 in SVT1 e TV2 in SVT2. Un'altra riorganizzazione ha avuto luogo nel 2001, con l'obiettivo primario di rendere SVT1 il canale televisivo più popolare in Svezia.
I principali spettacoli di SVT sono il popolare Melodifestivalen, Så ska det Lata e PA spåret, che sono trasmessi su questo canale. Dal 2006, SVT1 è stato superato dal rivale commerciale TV4 in termini di audience share (22,2 % per TV4 rispetto al 19% di SVT1).

## Programmazione
Nei giorni feriali, il palinsesto di SVT1 inizia con il programma Gomorron Sverige ("Buongiorno Svezia"), seguito da un programma educativo per bambini e ragazzi intitolato Utbildningsradion alle ore 9.30. SVT1 riprende con programmi a pranzo alle 12:00. La programmazione di SVT1 continua per tutto il resto della giornata e comprende Bolibompa, un'ora di programmi per bambini dalle 17:00, e il principale Rapport (telegiornale). Dal dicembre 2004 SVT1 trasmette la notte con un simulcast del canale di notizie SVT24.
Dal 25 agosto 2008, le principali edizioni dei telegiornali regionali si sono spostati da SVT2 a SVT1, lo spostamento è stato reso possibile grazie alla digitalizzazione. Lo stesso giorno SVT ha introdotto nuovi loghi per i suoi canali. Dal 7 settembre 2009, SVT1 ha smesso di trasmettere in simulcast notturno su SVT24, sostituendolo con film, serie televisive (come ad esempio Jordskott oppure la serie italiana Il commissario Montalbano, con adattamenti) e le repliche dei programmi della SVT.